# La Famille Cucuroux
Pour plus de détails, voir Fiche technique et Distribution.
La Famille Cucuroux est une comédie française réalisée en 1953 par Émile Couzinet.

## Synopsis
Le comte Gontran de Saint-Paul, désargenté, est sur le point d'épouser la riche Henriette Cucuroux. Il lui faut se libérer de sa maîtresse, Nita, ce qui ne va pas sans problème. Survient en son absence Geneviève de Coutville qui est chaleureusement accueillie par le maître d'hôtel, Jean. Gontran accepte la présence dans son lit de cette jeune femme qu'il fera passer pour sa sœur, Célestine, auprès de son futur beau-père, Aristide, survenu, car Nita, les ayant surpris, vient de « l'informer » de la présence de sa fille dans le lit de son futur gendre. Il est détrompé et tombe amoureux de Geneviève. Dans la maison des Cucuroux, Nita, se faisant passer pour Célestine, séduit Aristide Cucuroux. Surviennent alors un cousin d'Amérique et son neveu, Coquelicot. Célestine, la vraie, vierge et âgée, enfin arrivée, croit avoir été déflorée par Coquelicot. Coup de foudre entre Coquelicot et Henriette. Henriette qui a tout compris fait tout pour retarder le jour des noces. Jean va tout arranger, bien sûr.

## Fiche technique
- Réalisation, production : Émile Couzinet
- Scénario : Émile Couzinet d'après la pièce de théâtre Une femme dans un lit d'Yves Mirande
- Décors : René Renneteau
- Photographie : Hugo Scarciafico
- Musique et chansons : Vincent Scotto
- Musique originale : Paulette Zévaco
- Montage : Henriette Wurtzer
- Production : Burgus Films
- Distribution : Héraut Films
- Pays de production :  France
- Format :  Noir et blanc - 1,37:1 - 35 mm - Son mono
- Genre : Comédie
- Durée : 85 minutes
- Date de sortie :
  - France : 25 décembre 1953

## Distribution
- Jean Tissier : Marquis Aristide Cucuroux
- Pierre Larquey : Jean
- Nathalie Nattier : Nita
- Georges Rollin : Gontran de Saint-Paul
- Jeanne Fusier-Gir : Célestine de Saint-Paul
- Yorick Royan : Geneviève de Coutville
- André Salvador : Coquelicot
- Catherine Cheiney : Henriette Cucuroux